# 信州善光寺仲見世通り

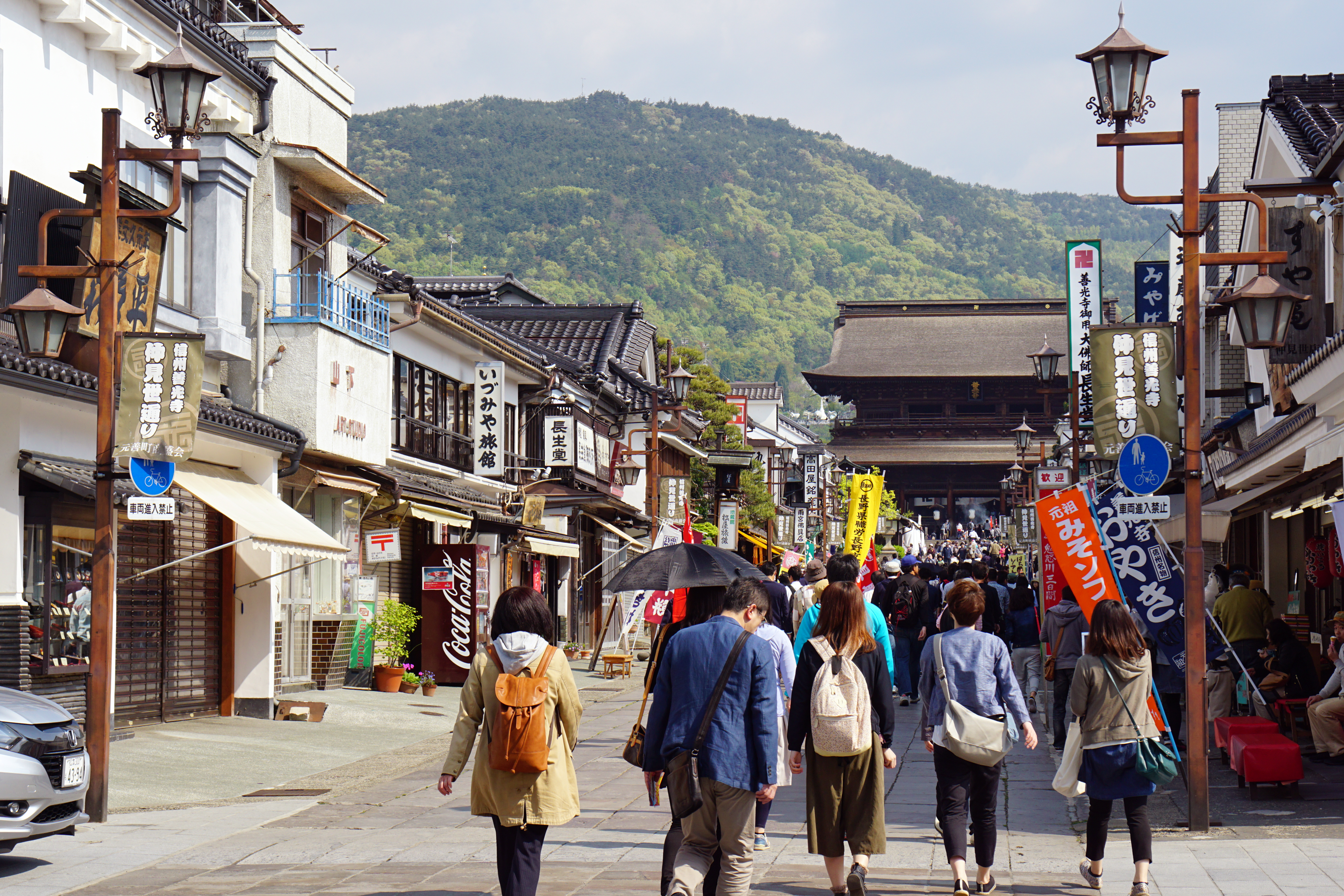
信州善光寺仲見世通り（2015年5月）

信州善光寺仲見世通り（しんしゅうぜんこうじなかみせどおり）は、長野県長野市元善町にある善光寺の仁王門から山門まで続く参道歩きに宿坊や飲食店、土産店が連なる通り。

## 概要
善光寺の仲見世通りは、境内の入り口である仁王門から山門に至る400ｍほどの石畳に沿って整備されている。参道脇に宿坊や飲食店、土産屋などが50店ほど連なる。参道周辺には、39の宿坊が軒を連ねている。それぞれが住職のいる独立した寺院で、参拝客を受け入れるとともに、善光寺如来を守る役割を果たしている。現在の仲見世は、もとは如来堂（金堂）があった場所で、中世期に善光寺の境内で大道商人や立売りなどが商人をはじめたきっかけといわれている。その後、明治維新を経て常設店舗の形になった。本堂までの区間の7777枚あると言われている石畳は、1714年（正徳4年）江戸で石屋を経営していた豪商、大竹屋平兵衛が金300両を寄付したことにより敷かれたものである。また、もともとはこの通りに本堂があったが、火災に度々見舞われたことから、1707年（宝永4年）に今の場所に本堂が移された。その空いた場所に商人たちが集まり、現在の仲見世通りができたといわれている。

## 歴史

### 中世（鎌倉時代）以降

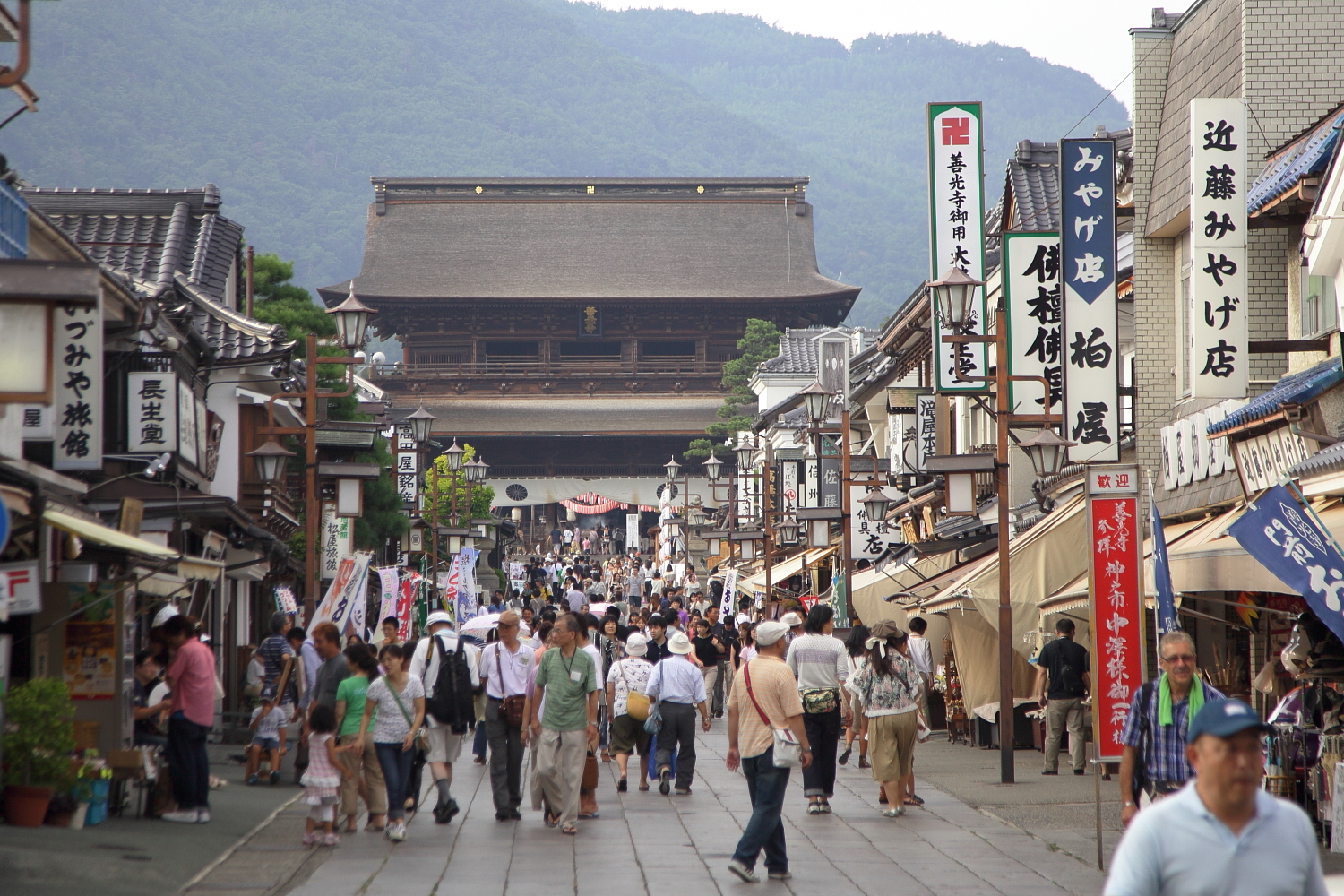
信州善光寺仲見世通り（2012年8月）

善光寺境内で、大道商人や立売りなど商売を始める人が出てきた。この時代、数店舗のみが設置されており、蕎麦やおやきを参拝者に振舞ったと伝えられている。また、神社やお寺を中心として境内の前で栄えていた商店街を「門前町（もんぜんまち）」と呼んでいた。

### 江戸時代
現在の仲見世の場所は、もと善光寺如来堂（金堂）があった場所である。人家近くあった如来堂は、度々火災に巻き込まれたことを理由に、1694年（元禄7年）にそれまでの場所から境内の北側に移転した。この移転に伴い、如来堂があった場所は広い空き地となり、そこへ次第に商売人たちが集まりにぎわうようになったと言われている。当時は、善光寺名物である「八幡屋唐辛子」の本舗　八幡屋磯五郎が、善光寺門前御高札前に露店を出しており、見世物小屋や居合抜、熊の油も売られていた。この頃の商売は、露天商や小屋店のような仮設店舗で行われており、度重なる火災によって火の使用が禁じられ、生活に大きな支障を与え、取り扱う商品にも規制がかかったと言われている。

### 明治時代
明治維新によって飛躍的な発展をとげ、仮設店舗の集まりだった仲見世通りも常設の店舗を構える商店街となり、1873年（明治6年）には「元善町」と改称され、人々の生活の拠点となっていった。1888年（明治21年）には長野駅が開業され、善光寺への参拝客が増えるようになった。団体客を受け入れる旅館や、衣料品店、飲食店、土産物店も増え、地域の人々の生活の拠点だった善光寺仲見世通りは、一大観光スポットへと変化した。これに伴い、扱う商品も、日用品から観光商品へと移り変わりはじめ、商店街として発展したと言われている。

### 大正時代以降
元善町は、本来仲見世として商業を中心として成立し発展してきたが、大正から昭和にかけての戦時下では、参拝客の激減や統制経済により、廃業する店も増え始め、商業活動は壊滅状態に陥った。戦後になると、高度経済成長の波に乗り参拝客が再び増加し、大量の参拝客を迎える商店も改装工事が進められるようになった。さらに、交通の発展に伴い、善光寺本堂の脇にも駐車場が整備され、大型バスやマイカーでの参拝も受け入れられるようになった。よって、仲見世通りは復興を遂げ、現在では長野市の観光における中心的な存在となっている。

## 店名一覧

### お土産・お菓子・お酒・お茶
南屋総本店、すや亀、つち茂物産店、近藤みやげ店、柏屋物産展、松井屋、信州 里の菓工房、滝屋本店、杉養蜂園、佐藤商店、みよし屋名産店、市川商店、喜多屋菓子店、信州りんご菓子工房BENI₋BENI、喜多の園

### そば・お食事・喫茶・仕出し
長門屋、門前そば ももとせ、山城屋、魚でん、そば処山路、尾張屋、Zawacc caffe、丸清、喫茶中村屋 中村屋吉右衛門、カフェ・テラ、喜多平

### 美容院・薬局・カメラ
コマヤ薬局、マツヤカメラ、青木写真館、小池美容院大石堂写真館、sheep one、山下写真館

### 旅館
松屋旅館、いづみや旅館

### 仏具・民芸品
長生堂、中澤工芸店、はと笛、落合仏壇仏具店、滝文、やなぎ屋、□〇堂、天山小路 布遊舎、雨宮仏具店、やまさき

## アクセス
JR東日本信越本線 長野駅善光寺口、1番乗り場よりアルピコ交通（長野支社）10系統「善光寺大門」行き、11系統「宇木」行き、16系統・17系統「若槻東条」行きのいずれかに乗り、「善光寺大門」バス停下車。善光寺大門～長野駅間は約10分、150円均一運賃。
長野電鉄長野線 善光寺下駅下車。